# Феодосій (Ващинський)
Єпископ Феодосій (в миру Димитрій Васильович Ващинський; 14 (26) травня 1876, Китай-Город, Кобеляцький повіт, Полтавська губернія - 22 жовтня 1937, Далекосхідний край) - український релігійний діяч у Російській імперії. Також єпископ Московської патріархії, єпископ Кубанський і Краснодарський у часи СССР.

## Біографія
Народився 14 травня 1876 року в Китай-Город Полтавської губернії в сім'ї вчителя.
Після закінчення Полтавської духовної семінарії був висвячений на ієрея і з 1897 по 1912 рік служив на парафіях Полтавщини. У нього було в ті роки в господарстві 22 десятини землі, 4-5 коней, 2 корови. Щорічно отримував доходу від ведення господарства 500-600 пудів пшениці. Не цурався розваг, часто збирав у себе вдома сільську інтелігенцію, місцеве духовенство.
Ударом для нього стала смерть його дружини в 1910 році. Два роки він залишався на прарафії, але вже не влаштовував гулянь. Усвідомивши свій гріх перед Богом, отець Димитрій роздав своє майно нужденним і в 1912 році виїхав до Казані, де вирішив продовжити свою освіту, поступив до Духовної Академії.
Після закінчення Академії, 1916 призначений викладачем богословських предметів в Чернігівську духовну семінарію. У ній він зустрів постання Української Народної Республіки, служив там і про Гетьмані Павлі Скоропадському до червня 1918. У вересні 1918 обрали наглядачем Чернігівського духовного училища, але вже в січні 1919, після окупації Чернігова росіянами, всі духовні навчальні заклади в Чернігові були закриті.
З квітня 1919 служив священиком у церкві села Вересоч Ніжинського повіту.
З 1922 до 1926 настоятелем Василівської церкви міста Ніжин. Його кілька разів заарештовували і одного разу, заарештувавши, відправили до Харкова в ДПУ України. Однак довести злочинне в його діях не змогли і в черговий раз звільнили.
Дієвий, сміливий, освічений священик звернув на себе увагу Заступника Місцеблюстителя Патріаршого Престолу митрополита Сергія (Страгородського).
3 серпня 1926 митрополитом Нижньогородським Сергієм (Страгородсбким) пострижений у чернецтво з ім'ям Феодосій. 5-го серпня по обранню Українського єпископату і духовенства Конотопа «конспіративно, без попереднього сповіщення влади» був хіротонізований на єпископа, з призначенням єпископом Подільської єпархії, кафедральним центром якої була Вінниця.
У Вінниці пробув всього лише два тижні. Був викликаний до Харкова і 10 жовтня 1926 заарештований. З Харкова перевезений до Москви. Постановою Особливої Наради при Колегії ОГПУ СРСР єпископа Феодосія (Ващинського) вислали на Урал строком на три роки. Перебував на засланні в селі Бонтюг.
У лютому 1928 вийшов на свободу і 22 травня отримав призначення - бути єпископом Лузьким, вікарієм Ленінградської єпархії.
З благословення Заступника Місцеблюстителя Патріаршого Престолу митрополита Сергія (Страгородського) 24 квітня 1929 отримав призначення на Могилевську кафедру і тоді ж прибув у Могилів. В його єпархії був сильним обновленський рух. Частина духовенства на чолі з єпископами Філаретом Раменським і Миколою Шеметом трималася автокефальної орієнтації.
13 серпня 1930 призначений єпископом Сталінградським, але призначення скасовано і з 5 вересня 1930 року він залишений єпископом Могилівським.
У 1932-1933 роках брав участь на зимовій сесії Св. Синоду.
Енергійно громив автокефальні парафії у Білорусі, сповідуючи єресь єдіной Руси. Викривав у проповідях політику комуністів щодо Церкви і селянства. Все це викликало різке невдоволення влади.
У лютому 1933 року указом митрополита Сергія (Страгородського) призначений на Кубанську і Краснодарскую кафедру, але виїхати туди не зміг, так як 28 лютого 1933 був заарештований.
Йому пред'явили звинувачення в створенні «контрреволюційної церковно-повстанської організації». Свою провину повністю заперечував. Постановою Особливої Трійки НКВС УРСР від 9 червня 1933 року єпископ Феодосій був засуджений до 5 років ув'язнення в концтаборі.
У 1937 році він перебував в ув'язненні в Комсомольську на Амурі, де також відбував покарання ієромонах Никон Воробйов.
Перебуваючи в ув'язненні, владика Феодосій не занепав духом, не розгубився, не зрадив своїм життєвим переконанням. До осені 1937 листувався зі своєю дочкою Марією.
Рішенням Особливої Трійки УНКВД Далекосхідного краю від 11 вересня 1937 єпископ Феодосій засуджений до розстрілу. 22 жовтня 1937 єпископ Феодосій був убитий. 